# Grammoa nigrolineata
Grammoa nigrolineata är en fjärilsart som beskrevs av Bethune-Baker 1927. Grammoa nigrolineata ingår i släktet Grammoa och familjen tofsspinnare. Inga underarter finns listade i Catalogue of Life.